# 切索莱
切索莱（義大利語：Cessole），是意大利阿斯蒂省的一个市镇。总面积11.11平方公里，人口425人，人口密度38.3人/平方公里（2009年）。ISTAT代码为005037。